# ノイエンキルヒェン＝フェルデン
ノイエンキルヒェン＝フェルデン (ドイツ語: Neuenkirchen-Vörden、1993年9月30日までは Neuenkirchen (Oldenburg) という町名であった）は、ドイツ連邦共和国ニーダーザクセン州オルデンブルク南部（オルデンブルガー・ミュンスターラント）のフェヒタ郡に属す町村（以下、本項では便宜上「町」と記述する）である。

## 地理
この町はダンマー山地が南西に突き出した部分に位置している。ノイエンキルヒェンの西にはアルフ湖を持つアンクマー高地がある。フェルデンの西にはグローセ・モーア（直訳: 大湿地）があり、その向こう側にデュンマー湖がある。

### 隣接する市町村
ノイエンキルヒェン＝フェルデンは、北から時計回りに、ホルドルフ、ダンメ（ともにフェヒタ郡）、ボームテ、オスターカッペルン、ブラームシェ、リーステ、ゲールデ（以上、いずれもオスナブリュック郡）と境を接している。

### 自治体の構成
| 地区                                | 面積 (km2) | 人口（人） （2020年1月31日現在） |
| ----------------------------------- | ---------- | -------------------------------- |
| ノイエンキルヒェン (Neuenkirchen)   | 5.37       | 3,266                            |
| ビーステ (Bieste)                   | 6.72       | 163                              |
| ネリングホーフ (Nellinghof)         | 10.23      | 488                              |
| グロッパーハウゼン (Grapperhausen)) | 9.58       | 910                              |
| ヴェンストルプ (Wenstrup)           | 7.00       | 112                              |
| フェルデン (Vörden)                 | 14.71      | 2,980                            |
| ヒネンカンプ (Hinnenkamp)           | 11.58      | 219                              |
| カンペモーア (Campemoor)            | 15.95      | 219                              |
| ヘルステン (Hörsten)                | 9.70       | 566                              |
| 合計                                | 90.84      | 8,923                            |

### 気候
北海からの湿った北西風によって、温帯海洋性気候の影響を受けている。ノイエンキルヒェン＝フェルデンの長期平均気温は 8.5 - 9℃、年間降水量は約700 mmである。5月から8月までの間に平均20日から25日の夏日がある。

## 歴史
現在のノイエンキルヒェン＝フェルデンの町域付近は、中世やルネサンス期においては、オスナブリュック司教領とミュンスター司教領との間で多くの戦闘を引き起こした紛争の種であった。1974年まで存在していたノイエンキルヒェンとフェルデンとの町境は、ハノーファー王国とオルデンブルク大公国との間で両国間の共通国境線確定の過程で1817年2月4日に決定されたものであった。

### ノイエンキルヒェンの歴史
ノイエンキルヒェンは、おそらく11世紀に建設された。キルヒシュピール・ノイエンキルヒェン（直訳: ノイエンキルヒェン教会管区）は1159年にダンメ教会管区の娘教区として創設された。ノイエンキルヒェンの司祭は、1221年に初めて文献に記録されている。フェルデンは1391年までキルヒシュピール・ノイエンキルヒェンに属していた。フェルデンはこの年に教区が分離された。
対抗宗教改革は17世紀にニーダーシュティフト・ミュンスター（ミュンスター司教領北部）で成功した（その結果司教のすべての非貴族臣下や多くの貴族がカトリック化した）のだが、ノイエンキルヒェンは17世紀もその後も現在に至るまで福音主義ルター派の教会組織を堅持した。三十年戦争の間に3人のカトリックの司祭がノイエンキルヒェンから追放された。1651年にイエズス会がジムルタネウムを創設した。これはカトリック信者とプロテスタント信者が共同で利用する教会である。
ノイエンキルヒェンの教会堂は1889年までジムルターン教会として利用されていたが、1902年に取り壊され、福音主義教会は使徒教会、カトリック教会はボニファティウス教会とそれぞれ新しい教会堂を建設した。
ウィーン会議での決定に従い、ノイエンキルヒェンは1815年にオルデンブルク大公国の一部となり、1918年にオルデンブルク自由州に移行し、1946年までこれに属した。フェルデンが属していたハノーファー州が1946年にオルデンブルク州と融合し、新たにニーダーザクセン州が形成された。

### フェルデンの歴史
ヒネンカンプやヘルステンで定住が始まったのはザクセン時代のことであった。これらの集落はザクセンのデルザガウに属した。785年にカール大帝の軍隊がこの地域に侵入し、大きな被害を引き起こしたという記録がある。フェルデンの最初の文献記録は1341年のものである。フェルデンでは14世紀にオスナブリュック司教のフェルデン城が築かれた。
スウェーデン王グスタフ・アドルフの非嫡出子グスタフ・グスタフソンは1643年から7年間フェルデン城に住んだ。その後アムト・ヴィルデスハウゼンに新しく建設された宮殿に移り、そこで1654年に亡くなった。彼は、当時プロテスタントの町であったフェルデンからオスナブリュックやミュンスターに行って親スペイン勢力と交渉し、ヴェストファーレン条約締結（1648年）に尽力した。1637年からヴァーザブルク伯を名乗ったグスタフ・グスタフソンは、この地域の歴史における重要な人物である。三十年戦争の少し後、1651年から、ノイエンキルヒェンと同様に、教区教会（フェルデンでは聖クリストフォルス教会と呼ばれる）がプロテスタントとカトリック共用のジムルターン教会として利用された。この状況は、1842年の火災で教会堂が全焼したことにより変化した。その後それぞれの宗派が独自の教会を建設した。
フェルデンはオスナブリュック司教領のアムトの所在地であった。町の衰退後1819年にアムト所在地はマールガルテン（現在はブラームシェ市の一部）に移された。一方でフェルデンは、1820年にハノーファー王国の森林監察官の所在地となった（1854年まで）。この集落は19世紀までハノーファー王国に、1866年から1946年8月23日までプロイセン王国に属した。プロイセン王国解体後の1946年8月から同年10月31日までフェルデンはハノーファー州の一部であった。1946年11月1日からはニーダーザクセン州に属している。
フェルデンは1867年からベルゼンブリュック郡に属した。この郡は1972年7月1日にオスナブリュック郡に併合された。1974年の地域再編でフェルデンは、ヒネンカンプおよびヘルステンとともにオスナブリュック郡からフェヒタ郡に移管され、ノイエンキルヒェンと合併した。1990年3月28日に制定されたニーダーザクセン州の「アッシェンドルフ市とラングフェルデン、フェルデン、ムルズムの新設に関する法律」で独立した町村としてフェルデンを再生させることが定められたが、連邦憲法裁判所の判決により発効しなかった。
冷戦の時代、1964年から1987年までフェルデンには、オランダ空軍の地対空ミサイル基地があり、核弾頭を搭載可能なナイキ・ハーキュリーズ型ミサイルが発射可能な状態にあった。この軍事施設はウィレム＝ヴェルスティーグ・キャンプと呼ばれていたが、1988年に閉鎖された。

### ノイエンキルヒェン＝フェルデンの歴史

#### 合併
1974年3月1日、ヒネンカンプ、ヘルステンおよびフェルデンがオスナブリュック郡（1972年6月30日まではベルゼンブリュック郡）から当時のノイエンキルヒェン (オルデンブルク) に合併した。
フェルデン地区の住民は、その多くがオスナブリュック郡の所属であり続けることを望んだが、行政当局はこれを拒否した。この決定は1992年に連邦憲法裁判所で認められた。これを承けて、フェルデンが属すノイエンキルヒェン (オルデンブルク) は、両旧町村の同等性を示し、さらにドイツに多数存在する同名の自治体と区別しやすくするために、ニーダーザクセン内務省の要請を容れて1993年10月1日に「ノイエンキルヒェン＝フェルデン」と改名した。

#### 1974年8月16日から17日の気象災害
1974年8月16日から17日にかけての夜間、ノイエンキルヒェン＝フェルデンとその周辺市町村は8時間続く激しい雷雨に襲われた。この際、ビリヤードボールほどの大きさにまでなる雹が降り、何百万ユーロもの被害が生じた。

## 住民

### 人口推移
1980年代末までノイエンキルヒェン＝フェルデンの人口は約6,000人であった。1992年から2002年までの間に人口は8,000人にまで増加した。2002年以降人口はこの水準で微増・微減を繰り返していた。しかし、2014年以降人口は、7,900人から8,900人にまで大幅に増加した。

### 宗教
2011年の調査では、ノイエンキルヒェン＝フェルデンの住民のうち、4,189人 (53.6 %) がカトリック、2,275人 (29.1 %) が福音主義を信仰している。その他の住民は他の宗教組織に属すか、無宗教、あるいは信仰が不明である。
この街の特殊な点は、合併前の両旧町村からの教会環境が現在まで維持されていることにある。フェルデンではカトリックはオスナブリュック司教区、福音主義はハノーファー州教会に属している。これに対してノイエンキルヒェンでは、カトリックはミュンスター司教区のオルデンブルク管区、福音主義はオルデンブルク福音ルター派教会に属している。

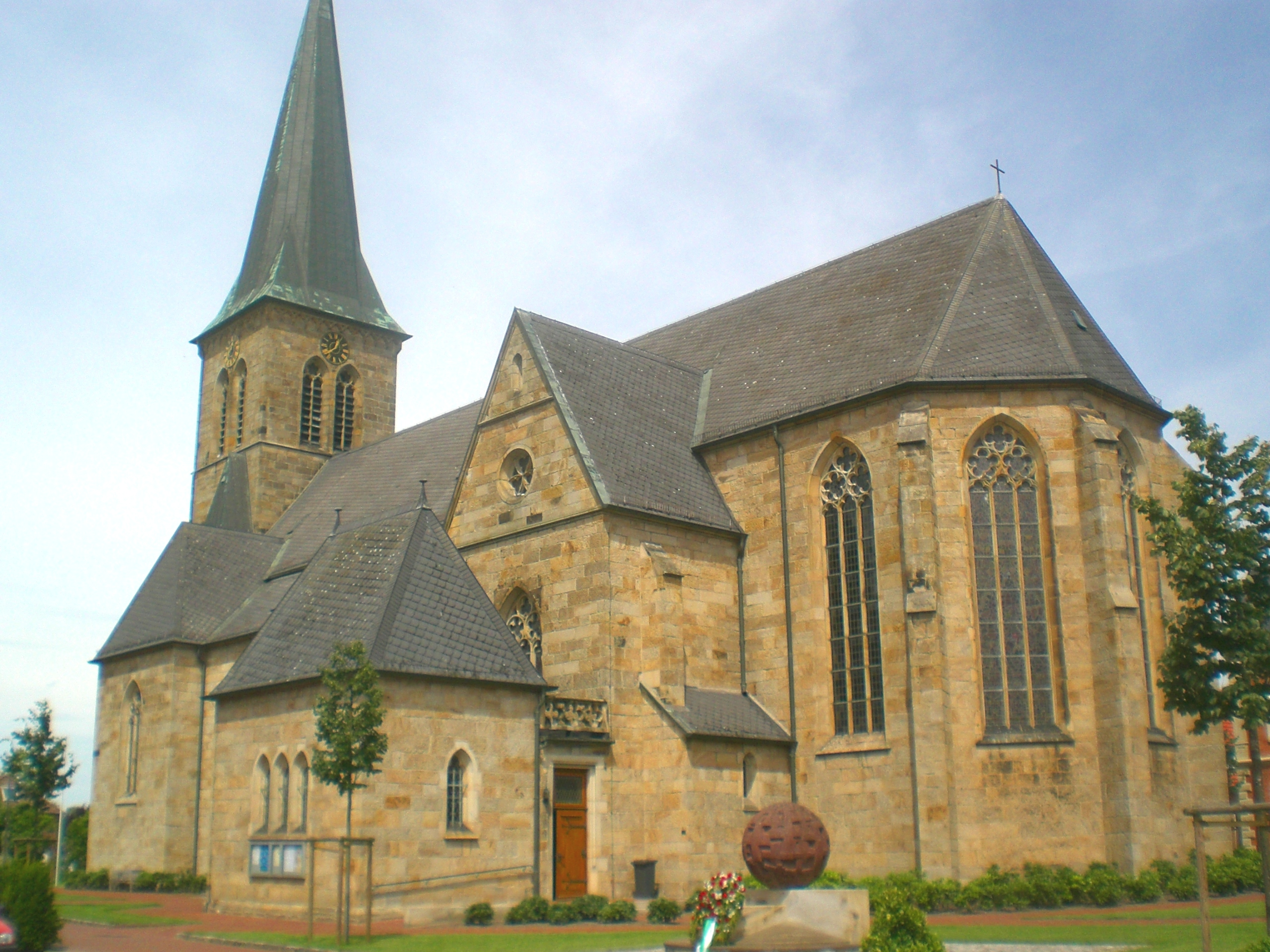
ノイエンキルヒェンのカトリック聖ボニファティウス教会
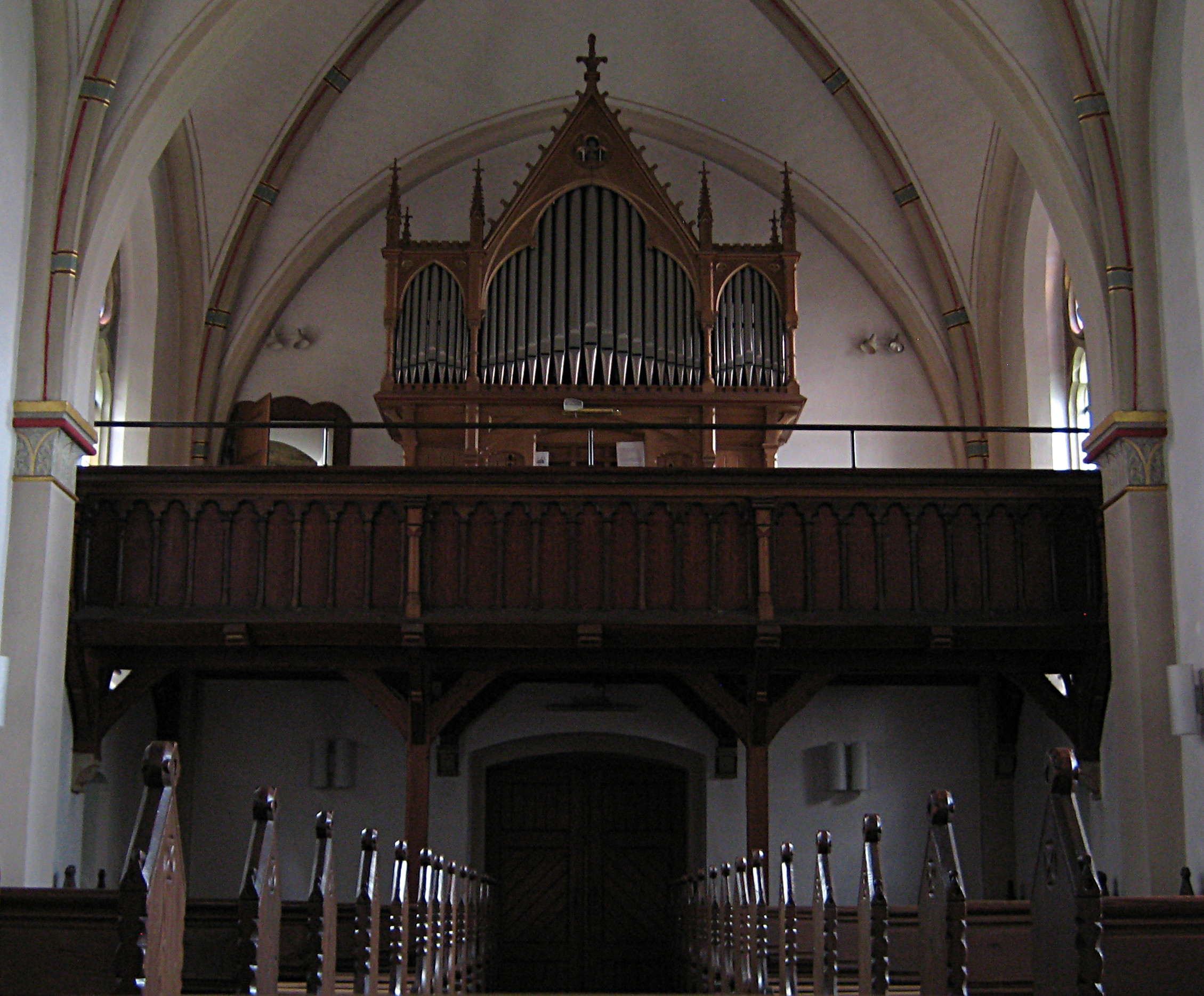
ノイエンキルヒェンの福音主義使徒教会のオルガン
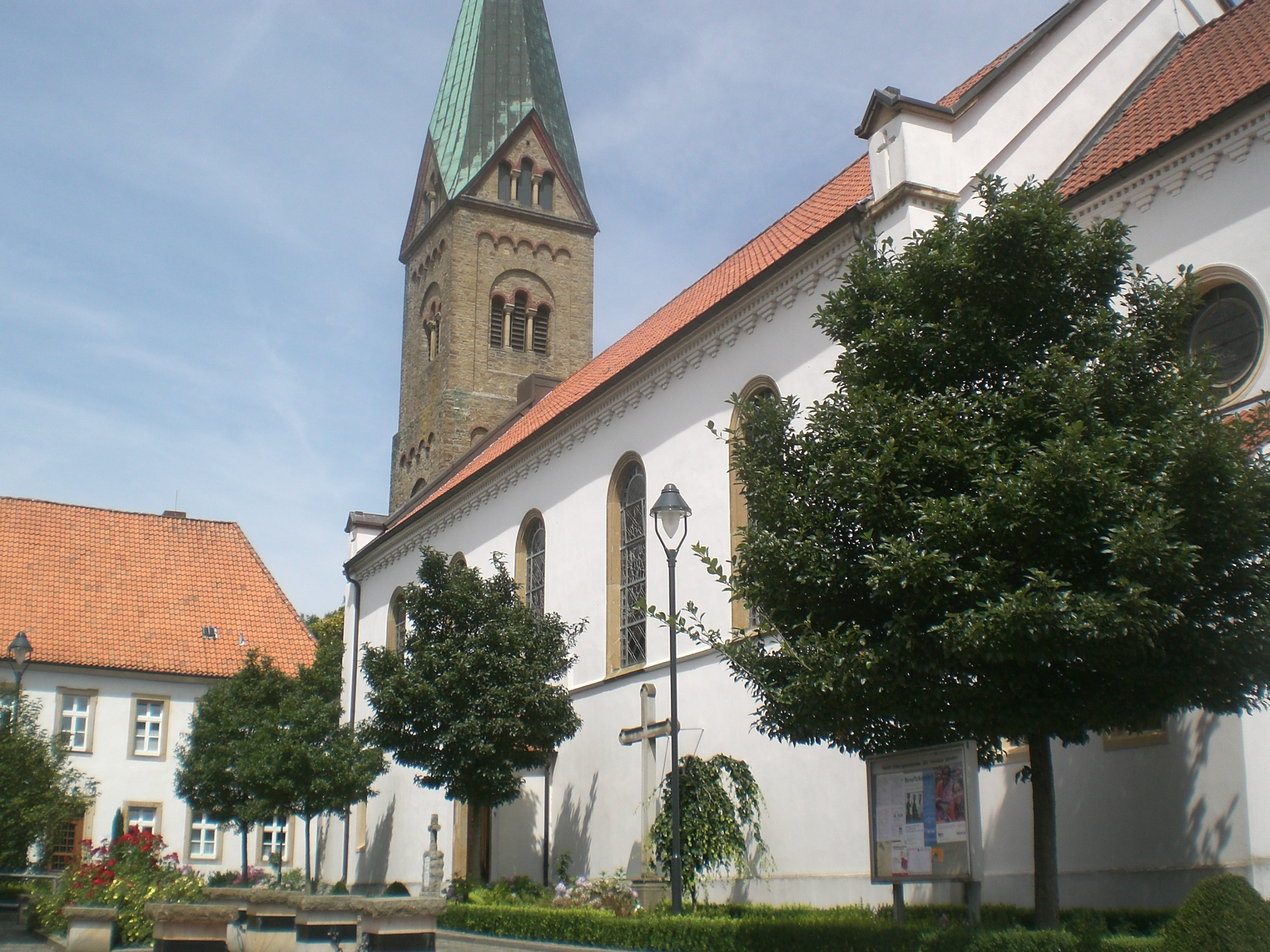
フェルデンのカトリック使徒聖パウルス教会
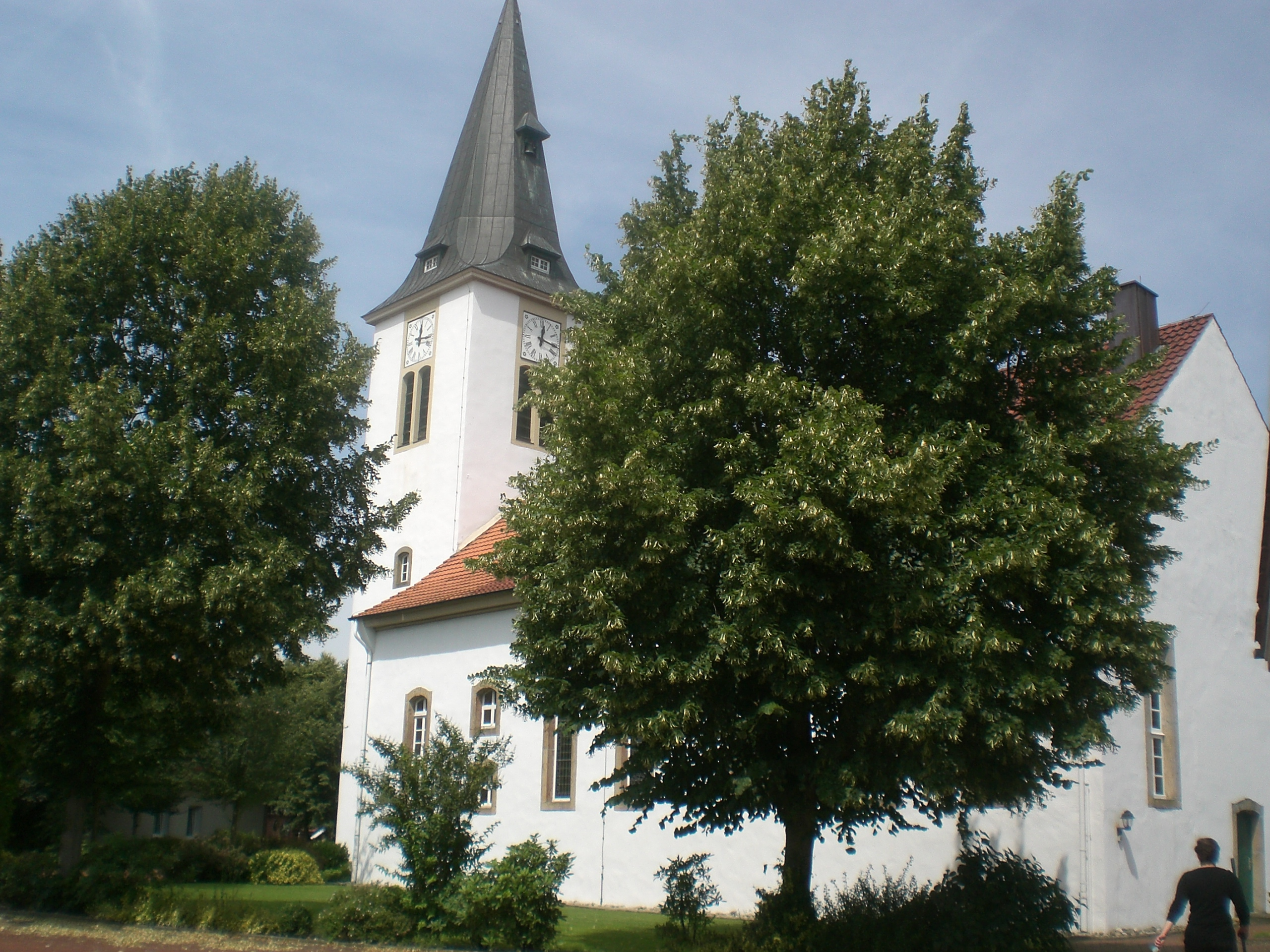
フェルデンの福音主義聖クリストフォルス教会

## 行政

### 議会
ノイエンキルヒェン＝フェルデンの町議会は22議席からなる。これは人口8,001人から9,000人の自治体の議員定数である。22人の議員は5年ごとに選挙で改選される。町議会にはこれに加えて町長も投票権を有して参加する。

### 首長
2014年5月25日からアンスガー・ブロックマン (CDU) が町長を務めている。彼は、2021年の町長選挙では超党派推薦の統一候補者となり、67.61 % の支持票を得て再選された。
ニーダーザクセン州では1996年から（移行期間を経て）いわゆるシングルトラックの自治体行政が導入されて、それまでの名誉職の町長と専任のゲマインデディレクター（執政官）が並立する制度が廃止され、アルフォンス・ヴィーシュマン (CDU) がノイエンキルヒェン＝フェルデンの専任町長に就任した。ヴィーシュマンは2013年10月12日に逝去し、2014年5月25日にアンスガー・ブロックマンがその後任に就いた。
1974年以後のノイエンキルヒェン＝フェルデンの名誉職の町長は以下の通り。
- グレゴール・エッシャー (CDU) 1974年 - 1981年、1986年 - 1999年
- フリードリヒ・シッケンディーク (CDU) 1981年 - 1986年

1974年以後のノイエンキルヒェン＝フェルデンのゲマインデディレクターは以下の通り。
- ベルナルト・ヴィーンホルト 1974年 - 1993年
- アルフォンス・ヴィーシュマン 1993年 - 1999年

1999年以後のノイエンキルヒェン＝フェルデンの専任町長は以下の通り。
- アルフォンス・ヴィーシュマン (CDU) 1999年 - 2013年
- アンスガー・ブロックマン (CDU) 2014年以後

### 紋章
ノイエンキルヒェン＝フェルデンの紋章は、銀地で、上部には左半分（向かって右半分）に3本のスポークがある黒い輪、下部には赤いバンドと金（黄色）の吊り具をつけた青い角笛、その間に赤い狩猟用の矢。

### 旗
町の旗は、青と白の二条の横帯の中央に町の紋章。

## 文化と見所

### 音楽
インストゥルメンタル・ムジークフェライン・ノイエンキルヒェン（IMV、直訳: ノイエンキルヒェン器楽音楽クラブ）の他に、ヴェルデン男声合唱クラブ、アコーディオンオーケストラ・ネリングホーフ、フェルデン消防音楽隊は町外でも知られている。また、この他にも様々な志向性の数多くの音楽グループが存在する。
1993年に創設されたノイエンキルヒェン＝フェルデン音楽学校の活動により、ノイエンキルヒェン＝フェルデンの音楽グループは育成問題をほとんど抱えていない。

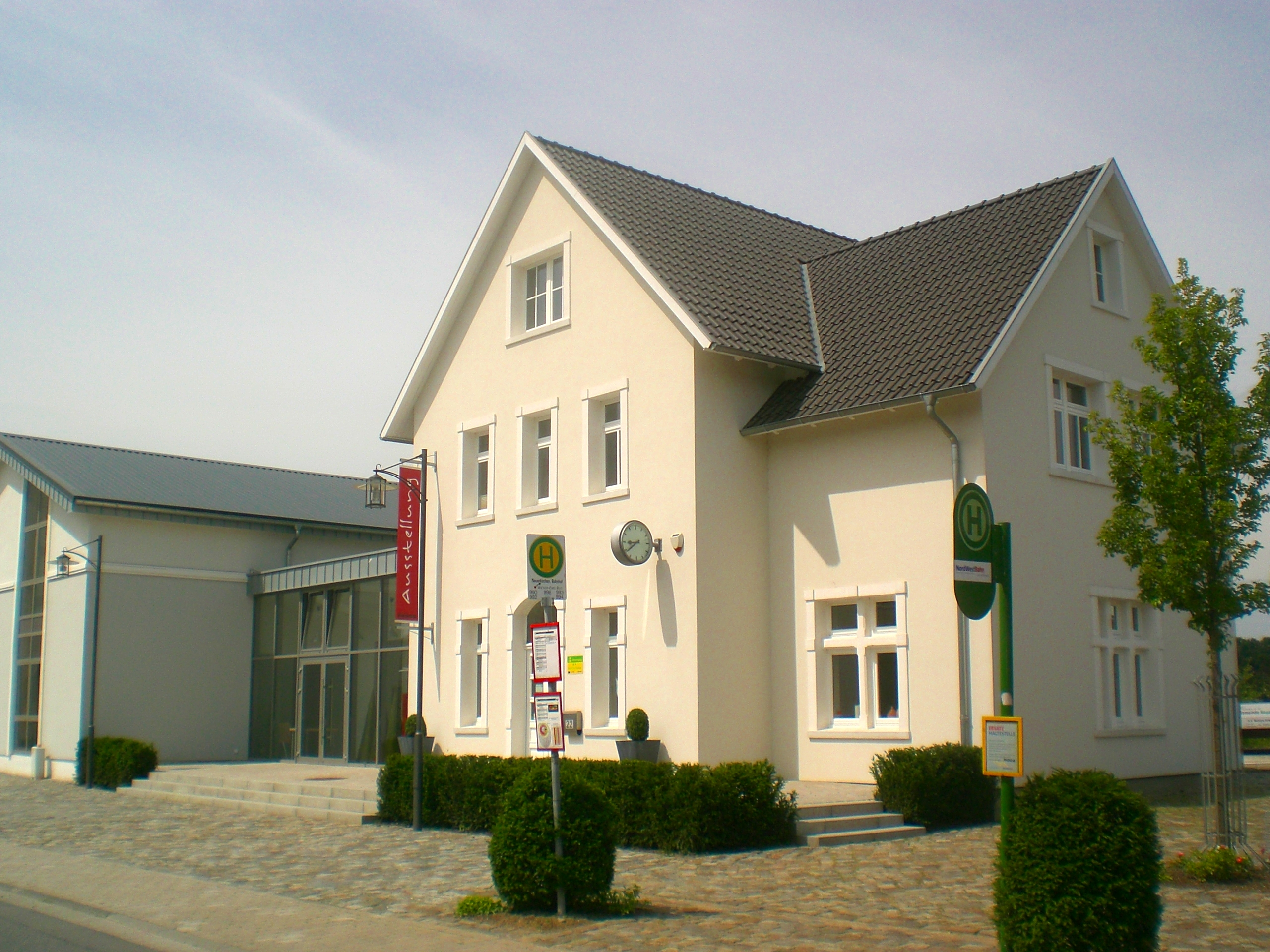
文化の駅

### 建築
改修された駅舎は、「クルトゥールバーンホーフ」（直訳: 文化の駅）として、様々な文化イベントを定期的に開催している。
スウェーデン王子グスタフ・グスタフソンの旧フェルデン城は同名の集落の中央にあり、カトリックの使徒聖パウルス教会や聖パウルス幼稚園とともに教会地区を形成している。

### 博物館
かつての農家（シュトックマンス・ハウス）は、熱心な郷土愛好会によって1997年に原型に忠実に復元された。この木組み建築の木材は、主に建築当時のものが使われた。壁土は新たにレンガで覆われた。土間の入口上に掲げられた銘には、1843年4月8日と建築日が記されている。改装された土間に2つの古い壁土の塊が保存されている。古い砂岩とタイルを使った暖炉は、冬季には建物全体を暖めることができる。上階には昔の靴造り職人の工房が再現されている。この他に歴史的な生活文化の展示も見所である。この農家は小さな庭に囲まれている。外壁には泥炭採掘の道具が展示されている。
現在はカトリック教会、司祭館とニルス＝ステンセン＝ハウスに転用されているヴァーサ＝シュロス・フェルデン（かつては伯の厩舎であった）の遺構も注目に値する。かつてのメラー家の肉屋の建物は、郷土協会によって肉屋博物館に改装された。

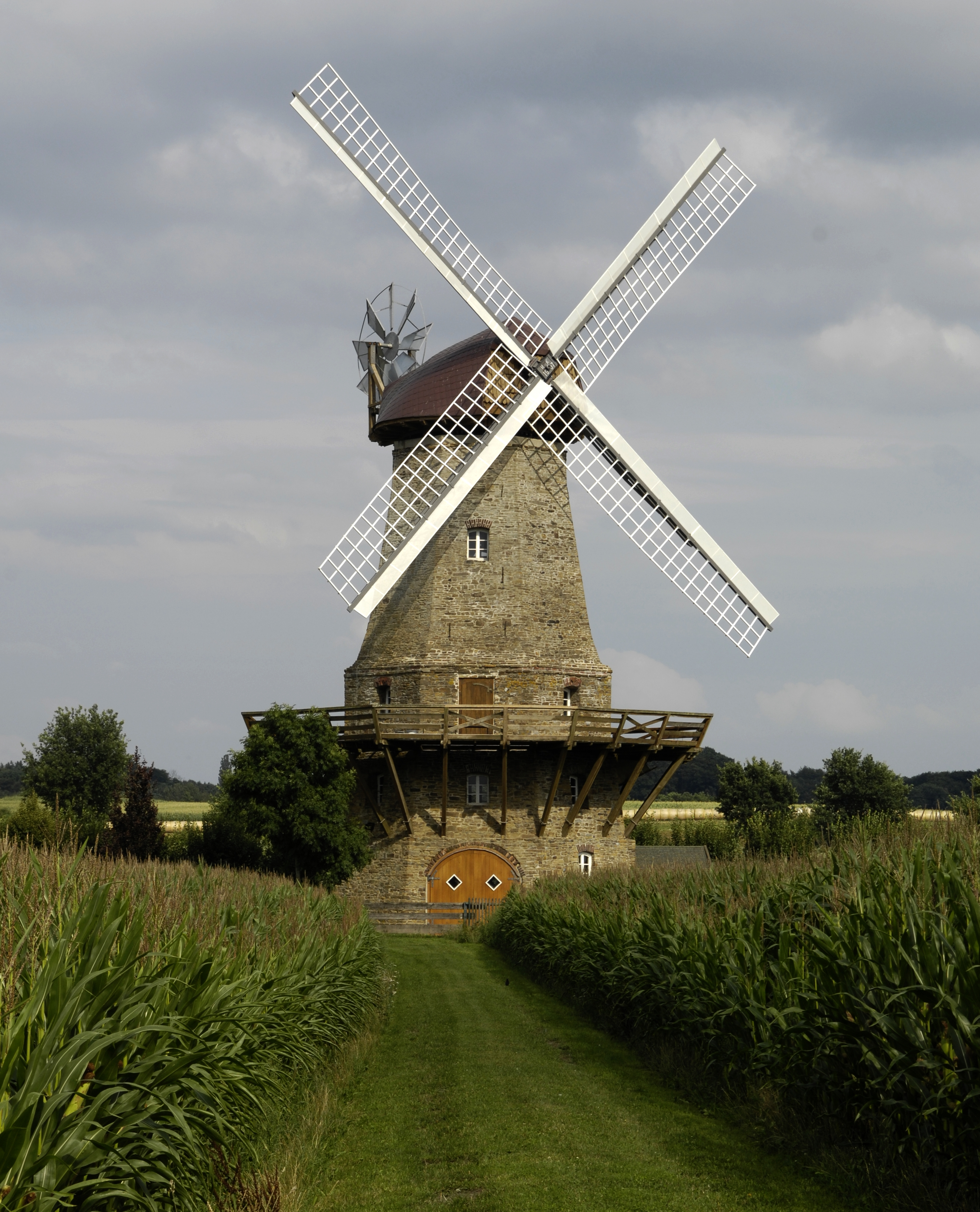
ゼーリングスミューレ

### 風車
2008年からノイエンキルヒェンはニーダーザクセン風車・水車街道によって結ばれている。ハーケン通りにある、1824年に建設され、2010年に完全に修復された回廊付きオランダ風車「ゼーリングスミューレ」は見学することが可能である。

### 展望台

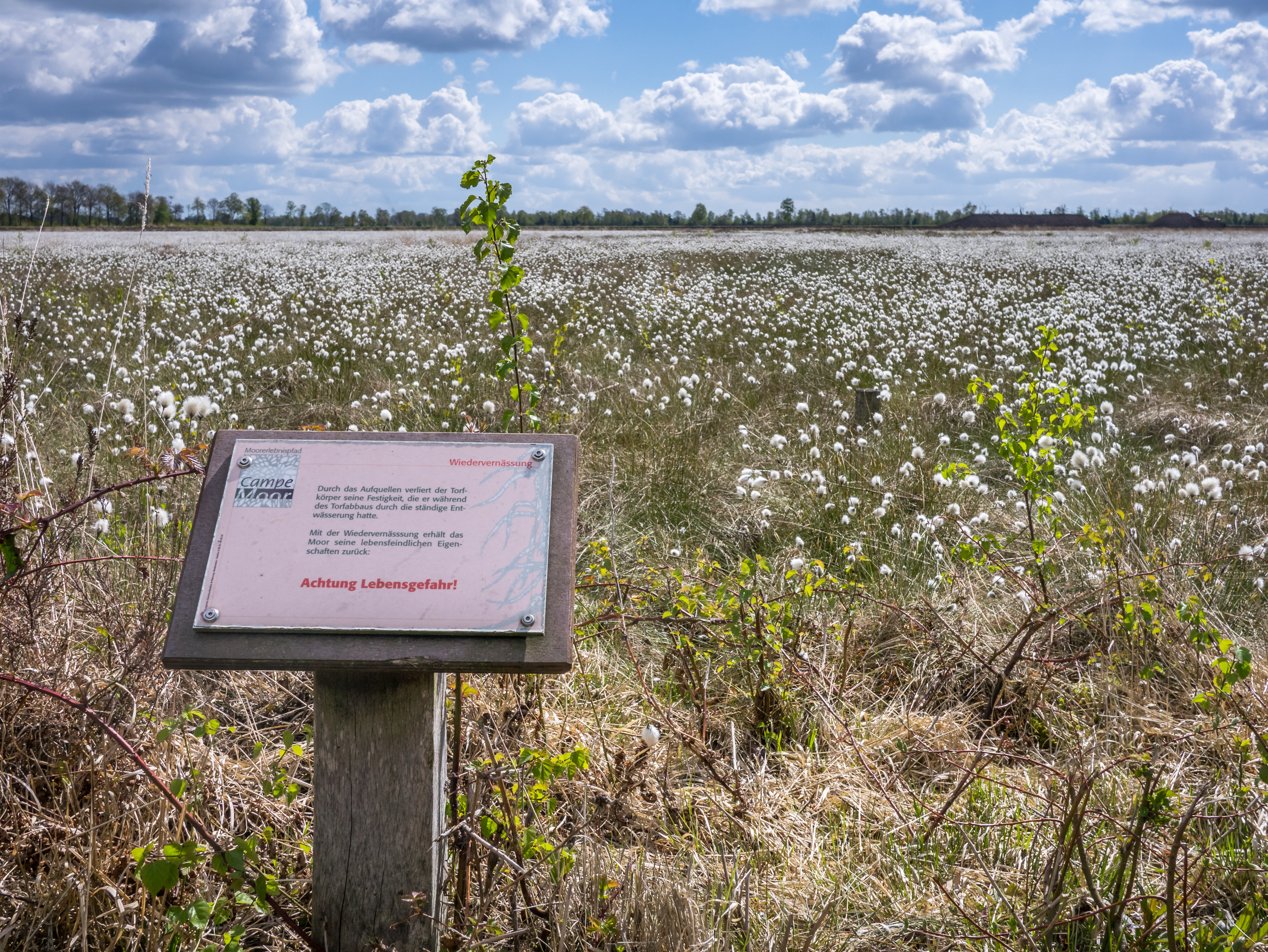
ムーア学習路

ヴァールデ近郊の高さ 18 m シュタイゲンベルク展望塔は、1972年に建築家ヨーゼフ・ラールマン（1988年没）の指導下で、連邦軍第2工兵大隊第3中隊の協力を得て建設された。この塔は、ノイエンキルヒェンの東 2 km、ダンメへ向かう道の北側、アウトバーン1号線のすぐ東に位置している。2015年までは展望台からオスナブリュッカー・ラントやヴィーエン山地まで見渡すことができたた、それ以後この塔は老朽化のため立ち入りが禁止された。この塔は取り壊しが検討されているが、取り壊しには約11,500ユーロが必要である。
同じ通りの南側、ゼファーリングハウゼンにドレースベルクの展望台がある。その展望台は敷地から数段登っただけの場所にある。しかしダンマー山地の南斜面にあたるこの場所からは、東、南、西側にイベンビューレン発電所まで約 50 km の遠望が楽しめる。

### 学習路
カンペモーアの西端から全長 1.3 km のムーア学習路が始まっている。

### スポーツ
フェルデン自然体験プール（フェルデン自然プール）は、古い屋外プールが閉鎖された後、ボランティアグループによって建設された。このプールの水面総面積は約 3,100 m2 である。再自然化エリア（ドルフタイヒ）は面積約 1,500 m2 で、ノイエンキルヒェン＝フェルデン町が独自に造成した。広さ 1,600 m2 の水面はどこでも入ることができる。これは以前のプールの水浴面積の3倍に相当する。これにより長さ 50 m の競泳プールを設けることが可能となった。最も深い部分は水深 3.60 m ある。既存の水槽の一部には木製の通路が設けられ、自然プールに組み込まれている。プールの他の部分は壁が取り壊されて、大量の小石が敷かれた浅い水浴コーナーが造られた。そのコンセプトは小石、砂、自然石、木材といった天然の素材を用い、自然の水の風景を感じさせることにある。フェルデン自然プールは「ヴェルデン自然プール」協会 e.V. の独自の運用モデルによって維持管理されている。町は毎年一定の補助金を交付して自然プールの支援を行っている。しかし町の自然プールに対する経済援助は、かつての 1/3 に減額された。「フェルデン自然プール」協会の会員は自然プールの年間チケットを得ている。会員は近代的な生体認証システムによってプールに入場することができる。
ノイエンキルヒェン＝フェルデンにはこの他にもスポーツクラブがある。ノイエンキルヒェン地区でのスポーツ活動はその大部分を TuSノイエンキルヒェンがカバーしている。このクラブでは、サッカー、バスケットボール、バレーボールの他にシニアスポーツも行われている。フェルデン地区ではスポーツ活動は多くのクラブに分かれて行われる。BSフェルデンでは専らサッカーが行われている。一方 TVフェルデンは、バスケットボールが中心だが、他のスポーツも行われている。このクラブは特にスポーツアクロバットの分野で成功を収めている。TTCカンプモーアでは卓球が行われている。ノイエンキルヒェン＝フェルデン・テニスクラブは、地区を越えて組織されている唯一のクラブである。乗馬スポーツには、ノイエンキルヒェン乗馬・騎馬クラブとフェルデン乗馬・騎馬クラブがある。2015/16年シーズンから、TuSノイエンキルヒェンと BSフェルデンは、サッカージュニア部門のチームを共同で結成している。SGノイエンキルヒェン＝フェルデンとしてA-ユーゲントからC-ユーゲントのチームが組織されている。バスケットボールでも、TuSノイエンキルヒェンと TVフェルデンの共同活動が行われている。
ノイエンキルヒェン＝フェルデンには、ノイエンキルヒェン地区とフェルデン地区にそれぞれ、小さな一面だけの体育館と、分割可能な大きなホールがあり、後者にはクラブスポーツ用の観覧席も設けられている。乗馬施設はノイエンキルヒェンのビーステとフェルデンのブラーケン通りにある。主にサッカー競技に用いられているスポーツグラウンドがノイエンキルヒェンではビースター・ハイデ、フェルデンではシュール通りにある。テニスコートはノイエンキルヒェンのヨハニス通りにある。

## 経済と社会資本
ノイエンキルヒェン＝フェルデンは、リーステと共同で、ニーダーザクセン州最大の商工業地区ニーダーザクセンパルクを提供している。412ヘクタールが商工業目的で利用可能である。

### 交通
ノイエンキルヒェン＝フェルデンは、ノイエンキルヒェン/フェルデン・インターチェンジを介して直接アウトバーン1号線に接続している。ノイエンキルヒェンはアウトバーンの西側、フェルデンは東側に位置している。以前は2車線だったアウトバーンのローネ/ディンクラーゲ・インターチェンジとブラームシェとの間は、通行量が多いことから6車線に拡幅された。ニーダーザクセンパルクの重要性から、フェルデンとリーステとの間に新たなインターチェンジ 67a が設けられ、これにより将来的には南からニーダーザクセンパルクに進入することが可能となる。サービスエリア「ダンマー・ベルゲ」の西側はこの町の町域で、管理棟のある東側はホルドルフ町である。
ノイエンキルヒェンにはノイエンキルヒェン (オルデンブルク) 駅があり、1時間間隔で RB 58（ノルトヴェストバーンが運行を担当している）がオスナブリュックとブレーメンとの間を運行している。この駅はデルメンホルスト - ヘゼーペ線の一部である。
フェルデンでは、オスナブリュック交通共同体のバス路線 585号がオスナブリュックとダンメとの間を運行している。この他にヴェーザー＝エムス＝バスやデマンド型バス moobil+ もあり、ノイエンキルヒェンから周辺の集落へ運行している。
ミュンスター/オスナブリュック空港（約 60 km の距離にある）とブレーメン空港（約 100 km）に国際便が運航している。

### 健康・医療
ノイエンキルヒェン＝フェルデンには専門病院聖マリエンシュティフト・ダンマー・ベルクの本部がある。ここでは、アルコール中毒、ギャンブル中毒、薬物中毒などの依存症患者の治療が行われている。
また、ノイエンキルヒェン＝フェルデンには精神療法および心身医学の専門病院クレメンス＝アウグスト＝クリニークもある。この病院は成人病院と若年病院に分かれている。クレメンス＝アウグスト＝クリニークはクレメンス＝アウグスト財団に属している。精神障害を負った子供、青年、成人のための施設であるハイムシュタット・クレメンス＝アウグストもこの財団に属している。ハイムシュタット・クレメンス＝アウグストは、いくつかの外部青年グループホームや、たとえばホーフ・ブリックヴェーデやヨハニス通りの WfbMグループホームを運営している。

### 教育
ノイエンキルヒェン＝フェルデンの町は、ノイエンキルヒェンとフェルデンの基礎課程学校およびオーバーシューレ・ノイエンキルヒェン＝フェルデン（上級学校）の運営者である。
ノイエンキルヒェン基礎課程学校は3クラスで、付属の幼稚園がある。フェルデン基礎課程学校は2クラスである。両校の校舎は2001年と2002年に教室や専門施設の拡張が行われた。
オーバーシューレ・ノイエンキルヒェン＝フェルデンが開校する以前は、この町の子供達は隣のダンメに通学していた。この学校が火災に遭った後、1984年にノイエンキルヒェンにオリエンテーション課程を持つ本課程学校が開設された。生徒数の増加と本課程学校第10学年の設置に伴い、何度かの拡張がなされた。1994年にヴェーザー＝エムス管区当局がオリエンテーション課程を持つ本課程学校・実科学校一貫校の導入を承認したことにより、実科学校部門の開設に着手した。この学校は2011年に新たな学校形態であるオーバーシューレに移行した。2014年に新設されたメンザが稼働を開始した。2017/18年の学年開始までに拡張工事が完成した。

## 関連図書
- Martin Zeiller (1647). “Vorde”. In Matthäus Merian. Topographia Westphaliae. Topographia Germaniae. Band 8 (1 ed.). Frankfurt am Main: Matthaeus Merian. p. 94
- A. Hake (1998). Vörden. Geschichte der Stiftsburg, des Fleckens und der Bauerschaften. Quakenbrück: Th. Thoben. ISBN 978-3-921176-55-9
- Gemeinde Neuenkirchen-Vörden, ed (2016). Chronik sechshundertfünfundsiebzig Jahre Flecken Vörden